# Томас Булфинч
Томас Булфинч (енгл. Thomas Bulfinch; (Њутон, Масачусетс, 15. јул 1796 — Бостон, Масачусетс 27. мај 1867 ) је био амерички банкар познат као аутор Булфинчове митологије (енгл. Bulfinch's Mythology).

## Биографија
Рођен као шесто од једанаесторо деце родитеља Хане Аптхорп (енгл. Hannah Apthorp) и архитекте Чарлса Булфинча, Томас је имао приступ изузетном образовању упркос економским проблемима који су задесили породицу у време Томасовог рођења. Прво образовање је стекао у школи "Boston Latin", потом је похађао "Phillips Exeter Academy" и на крају, по традицији породице, универзитет Харвард. Добио је диплому 1814. године након чега је кратко предавао у школи Boston Latin. Потом се запослио као службеник банке Merchant's Bank of Boston. На том радном месту је остао до смрти 1867. године.
Био је секретар Бостонског друштва за историју (енгл. Boston Society of Natural History).

## Булфинчова митологија
Као велики љубитељ класичних дела, које је први пут заволео још у ранијем образовању, Томас је био више окренут ка свом хобију писања него послу.
Булфинчова митологија се састоји из три дела, The Age of Fable (1855) који је скуп препричаних грчких митова поређаних и испричаних тако да читалац нема потребе за предзнањем, The Age of Chivalry (1858) у коме препричава легенде и митови за време краља Артура и Legends of Charlamagne (1863) у коме су легенде и митови из времена владавине Карла Великог.